# Русчушки отряд
Русчушки отряд е войсково съединение на действащата руска армия в Руско-турската война (1877 – 1878).
Русчушкият отряд е формиран на 23 юни 1877 година. Включва частите на 12-и армейски корпус с командир генерал-лейтенант Пьотър Вановски и 13-и армейски корпус с командир генерал-лейтенант Александър Ган. Общия състав е от 70 000 офицери и войници. Командир на отряда е престолонаследникът Александър Александрович. Началник на щаба е генерал-лейтенант Пьотър Вановски.
Началната задача на отряда е да превземе Русчук. Оттук идва наименованието Русчушки отряд. В хода на бойните действия поради съсредоточаването на Източнодунавската османска армия задачата е променена. От 27 юни 1877 г. заема отбранителна позиция по долното течение на река Янтра за предотвратяване флангови удар от изток срещу главните руски сили и за действие в левия фланг на действащата руска армия срещу противниковите сили в района на Четириъгълника на крепостите. Основно през цялата война изпълнява тази задача, поради което е наричан и Източен отряд.
По време на отбраната на Източния фронт през лятото и есента на 1877 г. води боеве за изпълнение на главната стратегическа задача при Езерче, Кацелово и Горско Абланово, Кашъкбаир и Карахасанкьой, Мечка – Тръстеник, Чаиркьой и други.
След превземането на Плевен през декември 1877 година отрядът е попълнен и достига общо 72 000 офицери и войници и 102 оръдия. В хода на заключителното руско настъпление превзема Разград, Търговище, Шумен и други. Бойната дейност на отряда е със стратегическо значение за победата във войната.